# Демченко Сергій Олексійович
Сергій Олексійович Демченко (нар. 13 березня 1976, Дніпро) — український адвокат, підприємець, політик. Народний депутат України IX скликання.
Член Комітету Верховної Ради з питань правової політики та партії «Слуга народу». Входить до угрупування Ігоря Коломойського.

## Життєпис
Сергій Демченко народився 13 березня 1976 року в місті Дніпро.
У 1998 році Сергій Демченко закінчив Дніпровський університет ім. Гончара за спеціальністю «Правознавство» та здобув кваліфікацію юриста. Працював юридичним консультантом на підприємстві, потім начальником юридичного відділу банку.
2003 року, після отримання свідоцтва і права займатися адвокатською діяльністю, відкрив власну юридичну компанію «Позитив».
З 2008 року Демченко займається правозахисною діяльністю.
З 2013 по 2014 рік Демченко був помічником Міністра юстиції з питань виконання рішень Європейського суду з прав людини.
2015 року Демченко як адвокат у суді безкоштовно захищав суддю Оксану Царевич, яка переслідувала автомайданівців під час Революції гідності. Того ж року обраний депутатом Дніпровської міської ради від партії «Україна майбутнього». У міськраді був членом постійної комісії з питань розвитку місцевого самоврядування та партнерських стосунків.

## Після обрання народним депутатом
У 2019 році Демченко був обраний Народним депутатом України на одномандатному виборчому окрузі № 29 в Дніпрі (частина Амур-Нижньодніпровського району міста Дніпра, Дніпровський, Петриківський райони) від партії «Слуга народу». На час виборів: адвокат, безпартійний, проживав у селищі Дослідне Дніпровського району Дніпропетровської області.
У 2020 році Демченко подав на розгляд 1463 поправки в закон №2571-д про заборону повернення виведених з ринку неплатоспроможних банків їх колишнім власникам («антиколомойський закон»), чим намагався затягнути його розгляд.
У березні того ж року Демченко вніс законопроєкт про заборону мітингів біля будівель судів.
У травні став одним з підписантів під зверненням до КСУ, щоб усунути з посади директора НАБУ Артема Ситника.
У вересні взяв участь у міжнародній конференції, організованій для «відбілювання» репутації скандального голови Окружного адміністративного суду Києва Павла Вовка. На неї були запрошені народні депутати України та члени Венеціанської комісії, проте міжнародні експерти відмовились від участі, тому були присутні лише представники «Слуги народу» та судової влади.
У 2021 році Демченко і ще троє депутатів пропонували скасувати Громадську раду доброчесності та Вищу кваліфікаційну комісію суддів як незалежний орган, а натомість створити кваліфікаційну палату у ВРП. Крім того, хотіли звузити роль міжнародних експертів у ВРП лише до визначення кількості і навантаження суддів. У листопаді 2021 року народний депутат Демченко захищав інтереси компанії «Альтіс Констракшн», яка не змогла виконати контракт на будівництво аеропорту в Дніпрі.
У вересні 2023 року запропонував взяти на поруки Коломойського.
19 березня 2024 року народний депутат в телеефірі заявив що диктатура може допомогти перемогти ворога. 